# Topaza
Topaza es un género de aves apodiformes pertenecientes a la familia Trochilidae que agrupa a dos especies nativas de América del Sur, cuyas áreas de distribución se encuentran en la cuenca del Amazonas y en el escudo guayanés A sus miembros se les conoce por el nombre común de colibríes topacio, topacios o topacios candela, entre otros.

## Etimología
El nombre genérico femenino «Topaza» deriva del latín «topazus» que significa ‘topacio’, ‘verde jaspe’.

## Características
Las especies de este género son dos colibríes espectaculares, grandes y corpulentos, de los mayores de su familia, los machos midiendo entre 21 y 23 cm de longitud, incluyendo la cola terminada en dos largas plumas negras curvadas que sobrepasan al resto de las plumas de la cola, el pico algo curvo, más corto que la cabeza, con una copucha negra que enmarca un resplandeciente babero verde claro con reflejos dorados y el cuerpo rojizo; exhiben un notable dimorfismo sexual, las hembras son menores, miden en promedio 15 cm y no presentan la cola bifurcada de los machos, de color verdoso brillante con la garganta verde claro, dorada e ígnea. Habitan en selvas húmedas de baja altitud, generalmente a lo largo de cursos de agua.

## Taxonomía
Los estudios filogenéticos indican que el presente género y Florisuga son basales a toda la familia Trochilidae. Con base en esos estudios, algunos autores y clasificaciones sitúan a los dos géneros en una subfamilia Florisuginae, como el Comité de Clasificación de Sudamérica (SACC), mientras otras las colocan en Phaethornithinae.
Las dos especies del género ya fueron tratadas como conespecíficas debido a la similitud de la morfología, inclusive se llegó a proponer al SACC el tratamiento como una única especie, Propuesta No 170, que fue rechazada debido a las notorias diferencias de plumaje y al hecho de que las especies son casi parapátricas en el sur de Venezuela, sin señales de intergradación.

## Especies
Según las clasificaciones del Congreso Ornitológico Internacional (IOC) y Clements Checklist, el género agrupa a las siguientes especies con el respectivo nombre popular de acuerdo con la Sociedad Española de Ornitología (SEO) u otro:
| Imagen | Nombre científico | Autor            | Nombre común    | Estado de conservación | Distribución |
| ------ | ----------------- | ---------------- | --------------- | ---------------------- | ------------ |
|        | Topaza pella      | (Linnaeus, 1758) | colibrí topacio | LC                     |              |
|        | Topaza pyra       | (Gould, 1846)    | colibrí ígneo   | LC                     |              |